# لقمه‌ماهی حرا
لقمه‌ماهی حرا (نام علمی: Himantura granulata) نام یک گونه از سرده لقمه‌ماهی‌های شلاقی است.